# Cantón de Acoua
El cantón de Acoua era una división administrativa francesa, que estaba situada en el departamento de Mayotte y la región de Mayotte.

## Composición
El cantón estaba formado por la comuna que le daba su nombre:
- Acoua

## Supresión del cantón de Acoua
En aplicación del Decreto nº 2014-157 de 13 de febrero de 2014, el cantón de Acoua fue suprimido el 22 de marzo de 2015 y su comuna pasó a formar parte del nuevo cantón de Mtsamboro.